# Gelo XV
Gelo XV é a forma ligeiramente expandida de ligações de hidrogênio ordenadas do gelo VI. Foi descoberto em 2009, sendo preparado pela dopagem no gelo VI com ácido clorídrico de deutério (DCl), a uma molaridade de 10 mM e a temperaturas abaixo de 130 K.
Possui propriedades antiferroelétricas em vez de ferroelétricas (ao contrário do que era previsto), além de dois pontos triplos: um com o gelo VI e o gelo II (estimado na temperatura de 130 K e na pressão de 0,8 GPa) e outro com o gelo VI e o gelo VIII (estimado na temperatura de 130 K e pressão de 1,5 GPa).